# Rock wit U (Awww Baby)
Rock wit U (Awww Baby) è un brano musicale R&B scritto e prodotto dalla cantante statunitense Ashanti e dal produttore hip hop Irv Gotti, registrato per il secondo album della cantante, Chapter II. Il brano è stato pubblicato nella primavera del 2003 come primo singolo estratto dall'album. Il singolo è arrivato alla posizione numero 2 della Billboard Hot 100 negli Stati Uniti e alla numero 4 in Canada. Nel 2004 il brano ha ricevuto una nomination ai Grammy Awards come Best R&B Song, mentre il video ha ricevuto una nomination agli MTV Video Music Awards dell'anno precedente.

## Video
Il videoclip del singolo è stato diretto da Paul Hunter ed è stato girato sulle spiagge di Miami. Vede la cantante con un nuovo look molto seducente in riva al mare e in zone limitrofe mentre approccia con un ragazzo. Il video sfrutta la luce naturale di un'intera giornata.
Nella prima scena del video infatti Ashanti mostra un'abbronzatura perfetta e lunghi capelli mossi e castani, oltre a indossare jeans stretti e un bikini bianco, e ad essere anche truccata secondo tonalità pastello. Mentre la cantante esegue il brano in riva al mare durante una mattinata di pieno sole, muovendosi in maniera molto morbida e seducente, si avvicina un ragazzo che inizia ad abbaracciarla e ad accarezzarla. Parallelamente viene mostrata un'altra scena dove come sfondo c'è una vegetazione bassa vicino a una spiaggia e dove si percepisce la luce del tardo pomeriggio: qui la cantante indossa un costume a due pezzi arancione, una camicetta legata sopra l'ombelico e un cappello da cowboy bianco.
Dalla seconda strofa della canzone la cantante, vestita di un succinto abito chiaro scollato, è immersa fino alle cosce nel mare mentre esegue il brano, per poi mostrarsi a cavallo di un elefante africano che cammina nell'acqua. La scena che segue vede la cantante rilassarsi insieme al ragazzo della prima scena su un giaciglio posto in una piccola abitazione con il tetto fatto di foglie di palma.
Successivamente i due sono in macchina che guidano durante le ultime luci del giorno, e il video si conclude con la cantante che danza su uno sfondo vegetale, illuminata dai fari dell'auto parcheggiata, mentre vengono alternate immagini dei due amanti abbracciati. In quest'ultima sequenza di immagini la cantante esibisce un look ancora più seducente ed elegante: capelli ondulati tirati dietro, ombretto sfumato, orecchini argentati, costume unico grigio con scollatura profonda e pareo bianco.
Ashanti ha dichiarato che grazie a Paul Hunter ha vissuto nuove esperienze a cui non era stata abituata nei video precedenti, in primo luogo per la presenza dell'elefante. "Il meraviglioso Paul Hunter ha portato sul set un'elefantessa di nome Bubbles" ha detto Ashanti "Mi ha fatto cavalcare l'elefante nell'acqua della spiaggia di Miami. Non ce la facevo, ero impaurita. La prima volta in cui sono salita, lei si è dovuta inginocchiare ed era alta 10 piedi. Indossavo un vestito attillato e sandali. Mi dicevo 'Ah ragazzo, non voglio salire su questo elefante'. Faceva caldo, e la sua pelle si spostava da parte a parte, quindi pensavo di continuo di poter cadere. Una volta abituata a lei è stata una sensazione meravigliosa". L'altra novità è rappresentata dall'aitante ragazzo che interpreta l'amante di Ashanti nel video. "Paul porta le cose ad un altro livello. C'è una crescita rispetto ai miei primi tre singoli e alle cose che ho fatto in quei video. Questa è la prima volta in cui ho davvero un ragazzo. È il mio uomo. Sto davvero cercando di vedermi con questo ragazzo per l'estate, ed è pazzesco perché dovevamo abbracciarci. Sto sempre alla Murder Inc. e loro cercano di bloccare ogni cosa. Questa è la prima volta in cui dovevo divertirmi con un ragazzo. È stato bello. Lui è stato carino. Dovevamo perfino guidare in mezzo alla giungla".

## Tracce
CD Singolo 1
- Rock Wit U (Awww Baby) (album version)
- Rock Wit U (Awww Baby) (instrumental)
- Rock Wit U (Awww Baby) (Taz & Vanguard remix)
- Rock Wit U (Awww Baby) (Jay Hannan Lazy Dog remix)

CD Singolo 2
- Rock Wit U (Awww Baby) (censored album version)
- Baby (censored remix)
- Baby (remix)

CD Singolo 3
- Rock Wit U (Awww Baby) (censored album version)
- Rock Wit U (Awww Baby) (instrumental)

## Riconoscimenti
Il brano ha ricevuto meno attenzione rispetto al primo "lead-single" Foolish tra i premi, ma è stato comunque nominato come Best R&B Song ai Grammy del 2004. Inoltre ha vinto un premio agli ASCAP Pop Music Awards. Il video ha ricevuto una nomination ai VMAs del 2003 come Best R&B Video, ma ha perso contro Crazy in Love di Beyoncé.

## Accoglienza

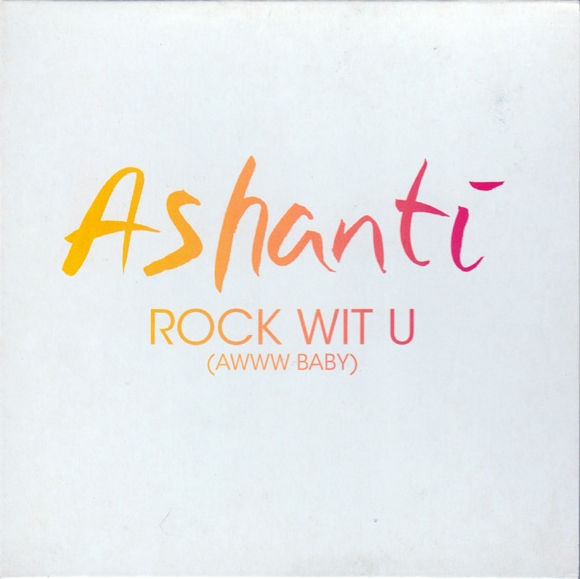
Copertina alternativa

Rock wit U (Awww Baby) è entrato nella Hot 100 di Billboard al numero 56, per poi raggiungere la posizione numero 2, diventando il quinto singolo della cantante ad entrare nella top5 (il secondo se si escludono le collaborazioni). In totale ha passato 21 settimane nella Hot 100, mentre nella classifica R&B è arrivato al numero 4. In Canada il singolo è arrivato al numero 4, diventando la hit di maggior successo di Ashanti nella classifica canadese. Nel Regno Unito è arrivato al numero 7 passando 10 settimane in classifica. In Nuova Zelanda il pezzo non è riuscito a replicare il successo dei precedenti singoli, fermandosi alla posizione numero 24, mentre in Australia è entrato in top20, arrivando al numero 19. In Europa il singolo è entrato nelle classifiche di vari paesi, quali Germania, Paesi Bassi, Svezia e Svizzera, ma in nessuna classifica ha raggiunto posizioni alte.

## Classifiche
| Classifica (2003)                    | Posizione massima |
| ------------------------------------ | ----------------- |
| Australia                            | 19                |
| Canada                               | 4                 |
| Germania                             | 41                |
| Irlanda                              | 21                |
| Nuova Zelanda                        | 24                |
| Paesi Bassi                          | 30                |
| Regno Unito                          | 7                 |
| Svezia                               | 54                |
| Svizzera                             | 33                |
| U.S. Billboard Hot 100               | 2                 |
| U.S. Billboard Hot R&B/Hip-Hop Songs | 4                 |